# 月塔
月塔，位于江苏省淮安市涟水县唐集，是中华人民共和国全国重点文物保护单位之一。
1982年3月25日，公布为江苏省文物保护单位，2013年5月公布为全国重点文物保护单位，是一座古建筑及历史纪念建筑物。